# Nacionalisme castellà
El nacionalisme castellà o castellanisme és un moviment que defensa el reconeixement nacional de Castella, i en alguns casos, la seua independència.
Els nacionalistes castellans reivindiquen la tradició i els valors de la Revolució de les Comunitats de Castella i per això acostumen a anomenar-se «comuneros».
Aquests propugnen la unió de les comunitats autònomes de Cantàbria, Castella i Lleó, Castella - la Manxa, La Rioja i Madrid.
Els castellanistes celebren el 23 d'abril com a diada nacional en record de la derrota de Villalar.

## Origen

El ‘’pendón comunero’’ usat pels castellanistes

Existeixen diversos moviments que poden qualificar-se de castellanistes: ja siguin de caràcter regionalista o nacionalista, al marge de la seva orientació política (progressista, esquerrana, socialdemòcrata, dretana...). Remunten les seves arrels polítiques al Pacte Federal Castellà de 1869, signat per representants i delegats de 17 províncies. Propugna la unificació de les actuals cinc comunitats autònomes d'arrel castellana: Cantàbria, Castella i Lleó, Castella - la Manxa, La Rioja i Madrid (així com de diverses comarques que no pertanyen a aquestes comunitats autònomes però han pertangut històricament a Castella).

## Territorialitat

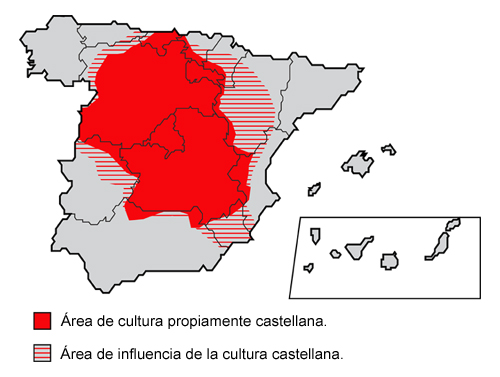
Àrea en la que alguns sectors castellanistes adjudiquen cultura castellana

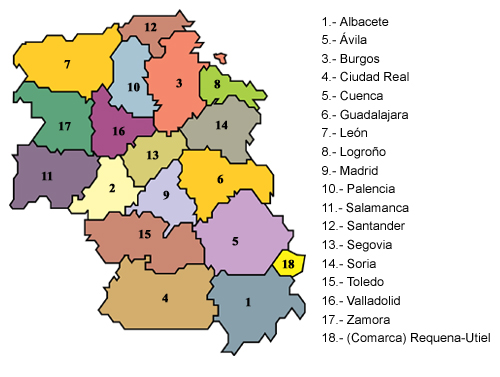
Mapa polític del castellanisme

La territorialitat que reivindiquen els moviments castellanistes depèn del sector al qual pertanyin. Una part del regionalisme castellà fa una distinció amistosa entre el nord i el sud de Castella (considerant la separació natural del Sistema Central). D'altra banda, les tesis d'Anselmo Carretero fan una lectura molt més escarida de Castella, restringint aquesta a la denominada "Castella comtal" (els territoris del primigeni comtat de Castella). Finalment, el nacionalisme castellà, considera com una mateixa entitat, l'àrea sociocultural que es correspondria amb el mapa de llengües, dialectes i parles d'Espanya que defineixen com de cultura pròpiament castellana. Aquí inclouen territoris com les comarques d'Utiel i Requena, que després de l'organització territorial de 1833, van quedar integrats al que avui és la Comunitat Valenciana. Tampoc renuncien a l'enclavament burgalès de Treviño, que es troba dintre de la província basca d'Àlaba.
Quant a ordenament territorial, defensen la comarcalització de la regió i la supressió en última instància la províncies ideades en 1833.

## Història
Històricament, el castellanisme pren com punt de referència la Guerra de les Comunitats de Castella. I la figura de Juan Martín Díez "El Empecinado", com base del federalisme castellà del segle xix i el posterior Pacte Federal Castellà de 1869. La síntesi dels moviments, s'adscriuen als ideals exposats en la revolució comunera de 1521. Es pot prendre com a referència els escrits de l'hispanista francès Joseph Pérez, com mitjà d'estudi d'aquells fets. També es consideren pensadors castellanistes (o precursors del castellanisme) a:
- Narciso Alonso Cortés (1875-1972), escriptor.
- Gregorio Fernández Díez (1891-), economista.
- Julio Senador Gómez (1872-1962), escriptor regeneracionista.
- Eugenio Merino (1881-1953), escriptor, sociòleg, etnògraf i sacerdot

## Simbologia
El castellanisme en general s'identifica amb el penó tradicional vermellós del Regne de Castella. Encara que els moviments reivindicatius en major mesura el qual tradicional encara que erròniament s'ha identificat com a penó comunero, de color morat, actualment representat de color anyil. Si bé existeixen altres símbols com la creu de Fernán González i el broquer castellanista, així com els distintius propis de cada col·lectiu.

Bandera de Castella i Lleó ("quarterada").
Penó de Castella.
L'anomenat Pendón Comunero.
Penó estelat

## Celebracions
La data clau dels moviments reivindicatius castellans és el 23 d'abril, aniversari de la batalla de Villalar, reivindicada i celebrada com a Diada nacional de Castella. També existeixen altres dates significatives:
- 12 de febrer. Homenatge als Comuners de Castella a Toledo.
- 12 de novembre. Diada de San Millán, patró de Castella.

## Autors de referència
Diversos escriptors han plantejat tesis sobre la identitat castellana, les quals han estat adoptades com a plantejaments de base del castellanisme actual:
- Claudio Sánchez-Albornoz
- Juan Pablo Mañueco
- Pedro de Hoyos

## Col·lectius castellanistes
Poden considerar-se moviments castellanistes els següents partits i associacions:
- Ahora Castilla
- Tierra Comunera
  - Juventudes Comuneras (joventuts de Tierra Comunera)
- Foro Castellano 23 de Abril
- Sopa Castellana
- Izquierda Castellana
  - Izquierda Comunera
  - Yesca
- Unión Castellanista
- Partido Regionalista Castellano
- Partido Nacionalista de Castilla-León